# Západomoravská vysoká škola Třebíč

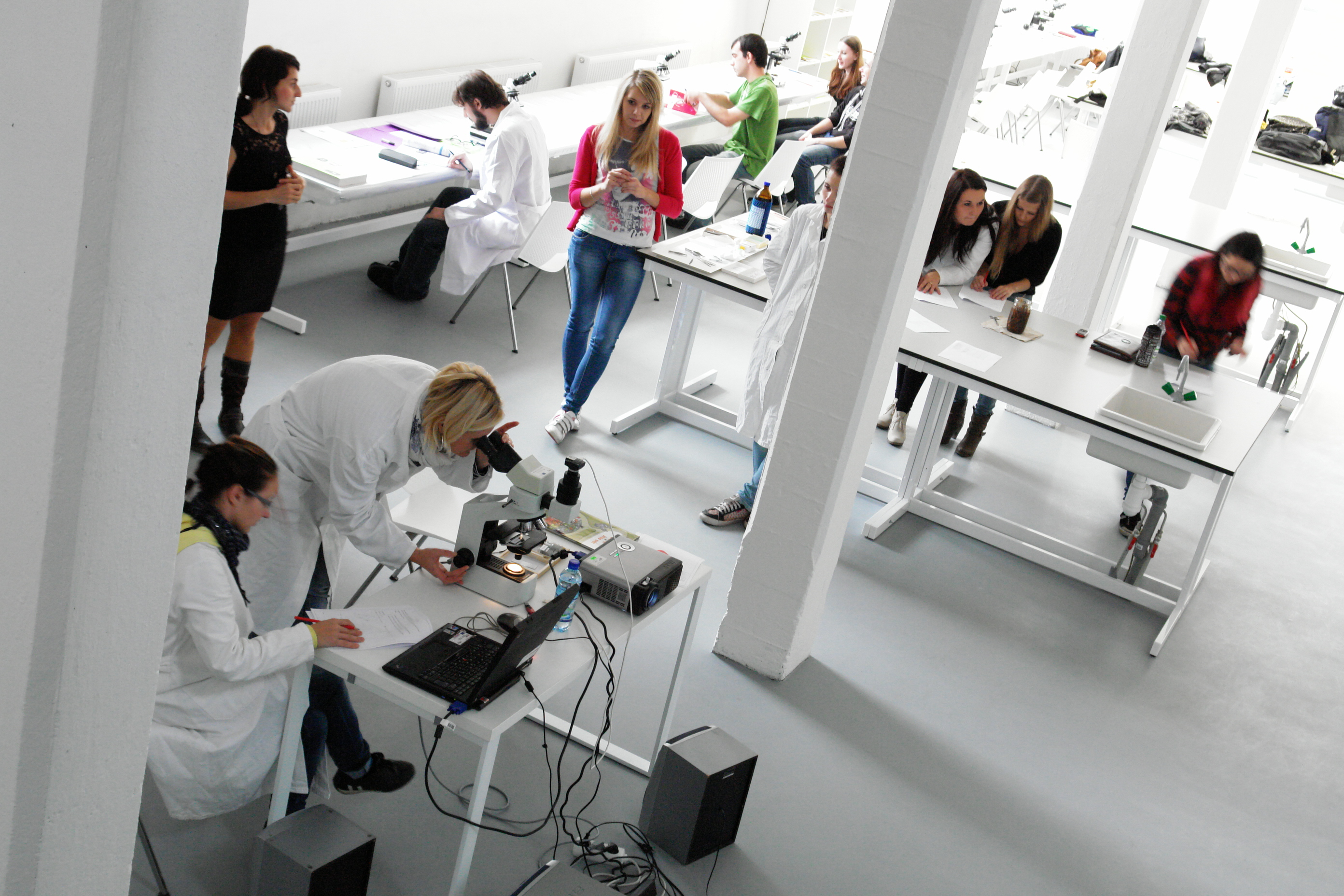
Cvičení studentů v laboratoři

Západomoravská vysoká škola Třebíč, o.p.s., byla mezi lety 2003–2019 soukromá vysoká škola v Třebíči (v roce 2001 byl název subjektu Vysoká škola Jana Amose Komenského, o.p.s., v roce 2019 pak Západomoravská vysoká škola, z. ú.). Škola poskytovala profesně orientované bakalářské vzdělání. Vysoká škola disponovala vlastní knihovnou a měla vlastní menzu.
Škola měla až 600 studentů.

## Historie
Škola vznikla v roce 2003. Zakládajícími subjekty bylo město Třebíč, Hospodářská komora Třebíč a společnost Vivat Academia. První absolventi vysoké školy promovali v roce 2006. První obory studia se týkaly informačních technologií. Vysoká škola se v říjnu až listopadu 2014 přestěhovala ze stávajících prostor v budově někdejší ZŠ Za Rybníkem v Borovině do areálu TRADO v městské části Horka-Domky. V roce 2015 přesídlila do budovy bývalé základní školy na adrese 9. května 53/3 v Podklášteří.
Škola v červenci 2015 oznámila, že by měl být řízeně ukončen její provoz, poslední studenti měli odpromovat v roce 2017. V roce 2016 přišla nabídka společnosti Vzdělávací institut Praha, která chtěla školu nadále podporovat a ve spolupráci s městem školu dále provozovat. Město na smluvní podmínky nechtělo přistoupit. Tato společnost svoji nabídku v květnu 2016 zopakovala, další nabídka přišla od společnosti Red Signal Investment, o těchto nabídkách později rozhodovalo zastupitelstvo města.
V tomtéž měsíci bylo oznámeno, že zastupitelstvo města nabídku společnosti Red Signal Investment akceptovalo. Vysoká škola v Třebíči zůstala a měla se nadále věnovat regionálním rozvoji, stejně tak se měly nadále rozvíjet moduly vzdělávání ekologického zemědělství, krajiny a lesního hospodářství. Uvažovalo se o otevření magisterských oborů a MBA oborů.
Škola chtěla od roku 2017 otevřít opět dva stabilní obory (kulturněhistorická studia a udržitelný rozvoj regionu a krajiny) a chtěla požádat o akreditaci k dalšímu oboru (aplikovaná termomechanika pro průmysl). Provozovatel školy chtěl přijmout 70 – 100 studentů. Rektorem byl od roku 2017 Tomáš Zídek, do té doby byl rektorem Marek Matějek. K listopadu roku 2017 škola stále ještě neotevřela žádný z oborů a ani nespustila běh programu Univerzity třetího věku. Škola chtěla v roce 2017 požádat o akreditaci oboru Aplikovaná termodynamika pro průmysl, ten chtěla otevřít od roku 2018. V listopadu 2017 bylo oznámeno, že letošní akademický rok nebyl a nebude zahájen. V roce 2017 pak také složil funkci někdejší rektor Tomáš Zídek. Budoucnost školy byla v roce 2017 dle členky správní rady Marie Černé nejistá.
Bývalá budova školy v Borovině byla v roce 2017 nabídnuta k prodeji za cenu přibližně 19 milionů korun, objekt byl nabízen obálkovou metodou. O budovu školy však nikdo neprojevil zájem a tak byla cena za objekt školy, který byl postaven v roce 1983 klesla na 14,55 milionu korun. Tento návrh byl kritizován opozicí třebíčského zastupitelstva. Ani za sníženou cenu o budovu nikdo neprojevil zájem a tak zůstává nadále v nabídce.
Budova školy byla v roce 2018 prodána společnosti Panorama Roudná, která areál školy chce proměnit na bytový dům. První etapa stavby má proběhnout v roce 2020. V projektu by měly být byty, parkovací stání a případně také zdravotnické zařízení.
K 31. lednu 2019 dostala ZMVŠ výpověď z objektů v Borovině i v objektu na ulici 9. května, kde po nich začala působit základní škola z Kojetic.

## Studium

### Aplikovaná informatika
Bakalářský obor. Výuka byla zajišťována většinou pedagogy z Masarykovy univerzity z Brna. Hlavní postavou zde byl např. RNDr. Jaroslav Ráček, Ph.D. | Masarykova univerzita (muni.cz)

### Kulturněhistorická studia
Bakalářský studijní obor bylo možno studovat v prezenční formě studia, obor byl zaměřen na oblast dějin společnosti, kultury a komunikace. Obor byl akreditován v roce 2014. Od čtvrtého semestru si student mohl volit jeden ze dvou modulů:
1. Kulturní management
2. Péče a nakládání s dokumenty

### Udržitelný rozvoj regionu a krajiny
Akreditovaný obor bylo možno studovat v prezenční formě studia. Studium bylo koncipováno modulárním systémem. Obor byl akreditován v roce 2014. V závěrečném ročníku si studenti mohl volit jednu ze tří specializací:
1. Ochrana životního prostředí
2. Monitoring regionálních struktur a procesů
3. Techniky a technologie odpadového hospodářství

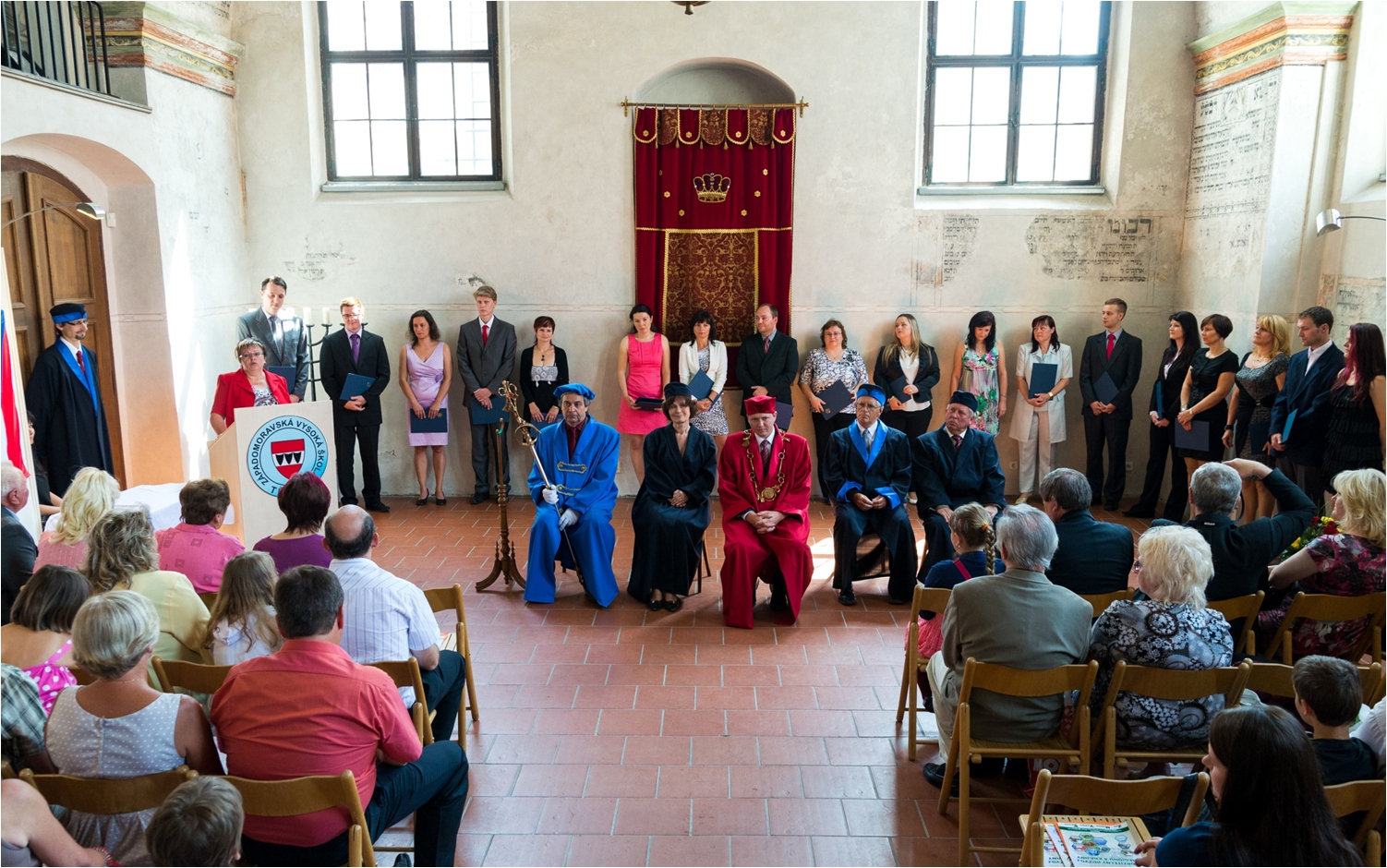
Promoce absolventů

## Kolektiv pedagogů
Tým pedagogů sestával z akademických pracovníků a odborníků z praxe, kteří studentům předávali své zkušenosti a poznatky z reálného fungování organizací, institucí a firem.